# Jeanne Henriette Gertrude Landré
Jeanne Henriette Gertrude Landré (Utrecht, 8 februari 1886 – Baarn, 2 december 1970) was in 1946 elf maanden (waarnemend) secretaris van de Hoge Raad van Adel. Zij is de enige vrouw die deze functie sinds de instelling van de Raad in 1814 heeft vervuld.

## Biografie
Landré groeide op in Utrecht als dochter van de tekenleraar Jean Nicolas Landré (1850-1890) en Hendrika Geertruida Wegerif (1857-1942). Voor haar huwelijk was ze werkzaam als onderwijzeres in het openbaar onderwijs in Soest en Zaandam. Op 1 december 1920 trad ze in dienst van de Hoge Raad van Adel, die administratief viel onder het Ministerie van Justitie. Van 1 januari tot 1 december 1946 trad zij op als waarnemend secretaris van de raad. Hier kwam een eind aan toen mr. M.J.H. de Bruyn van Melis- en Marikerke (1891-1964) tot secretaris werd benoemd. Na haar pensionering woonde ze in Baarn.
Landré trouwde in 1912 met Johan Gottlieb Meihuizen (1882-1964), die als ambtenaar werkzaam was bij het Ministerie van Justitie. Uit dit huwelijk werden twee zonen en drie dochters geboren.